# 마키노 아키라
마키노 아키라(일본어: 牧野 明, 1922년 11월~ 2007년 5월)은 옛 일본제국해군 출신의 군의관으로서, 2006년에 제2차 세계 대전 중 필리핀에서 있었던 생체실험에 대해 최초로 양심선언을 한 인물이다.

## 이력
오사카부에 있는 작은 마을에서 태어났다. 제2차 세계대전 직후 그는 해군 제33순찰대에 배속되었고, 그의 나이 22세 때인 1944년에는 필리핀 민다나오섬에 있는 잠보앙가에 있는 공군기지로 전출되었다.

## 생체실험
그의 증언에 따르면, 어린이와 여성,그리고 미군의 스파이 혐의를 받고 수감된 2명의 필리핀 남성을 포함한 약 30명의 수감자들이 1944년 12월에서 1945년 2월 사이에 감옥에서 생체실험 재료로 빼돌려졌다고 한다. 이들에 대해 마키노는 신체절단, 복부절개를 포함한 여러 실험을 행했다. 교도통신과의 인터뷰에서 그는 특히 스파이 혐의로 끌려온 2명의 남성을 에테르를 묻힌 천으로 입을 틀어막아 마취케 한 다음, 외과수술용 나이프로 절개한 후 그들의 간을 연구하도록 지시받았다고 한다. 그는 그 당시 자신이 무서운 일을 저지르고 있다는 사실에 떨었지만, 명령불복종은 곧 죽음이었기 때문에, 그 지시를 거부할 수 없었다고 한다.

## 양심선언
반세기 이상의 침묵 이후 2006년에 마키노는 그가 겪은 모든 것을 널리 공개했다. 마키노의 증언은 동남아 지역에서 자행된 일본의 생체실험에 참여한 전문가의 증언으로서는 최초이다. 그는 옛 일본군 출신의 지인들로부터 격렬한 반발을 받았지만, 소신을 굽히지 않았다. 그는 “우리는 역사에서 다시는 그러한 끔찍한 일을 반복해서는 안 된다. 나는 비록 한 사람 아니 두 사람이 될지라도 전쟁 중 있었던 진실에 대해 말하고 싶다”라고 자신의 견해를 밝혔다.

## 같이 보기
- 민다나오 전투